# Ахмед Хассан
Ахмед Хассан (араб. أحمد حسن, нар. 2 травня 1975, Магага, Єгипет) — колишній єгипетський футболіст, атакувальний півзахисник.
Грав за збірну Єгипту під час восьми розіграшів Кубка африканських націй (з 1996 по 2010), а також чотири рази (в 1998, 2006, 2008 і 2010 роках) ставав в її складі чемпіоном Африки. Крім того на КАН 2006 та КАН 2010 він був визнаний найкращим гравцем турніру і є рекордсменом світу за кількістю матчів за збірну (184).

## Титули і досягнення
- Чемпіон Бельгії (1):

«Андерлехт»: 2006–07
- Чемпіон Єгипту (3):

«Аль-Аглі»: 2008–09, 2009–10, 2010–11
- Володар Кубка Туреччини (1):

«Бешікташ»: 2005–06
- Володар Кубка Бельгії (1):

«Андерлехт»: 2007–08
- Володар Кубка Єгипту (2):

«Ісмайлі»: 1997
«Замалек»: 2013
- Володар Суперкубка Бельгії (2):

«Андерлехт»: 2006, 2007
- Володар Суперкубка Єгипту (2):

«Андерлехт»: 2008, 2010
- Переможець Ліги чемпіонів КАФ (1):

«Аль-Аглі»: 2008
- Володар Суперкубка КАФ (1):

«Аль-Аглі»: 2009
- Переможець Кубка африканських націй (4):

Єгипет: 1998, 2006, 2008, 2010